# Rubén Alcaraz Jiménez
Rubén Alcaraz Jiménez, conegut esportivament com a Alcaraz (Barcelona, 1 de maig de 1991) és un futbolista professional català que juga com a migcampista ofensiu al Cadis CF. És internacional amb la selecció catalana.

## Carrera de club
La carrera esportiva d'Alcaraz comença als planters del FC Barcelona, RCD Espanyol i CF Damm, on juga dues temporades a la divisió d'honor juvenil.
El 2010 va jugar a la UA d'Horta, i l'estiu del mateix any fitxa per la UDA Gramenet, on comença jugant a l'equip filial i acaba de titular al primer equip, a la segona divisió B.
L'estiu de 2012 fitxa per l'AE Prat de tercera divisió.
L'estiu de 2014 fitxa pel CE l'Hospitalet de segona divisió B, marcant 10 gols en 34 partits disputats.
L'estiu de 2015 fitxa per dues temporades pel Girona FC de segona divisió A. Debuta com a professional el 24 d'agost de 2015 en la victòria del seu equip per 0 a 1 al camp de l'Athletic Club B, i s'estrena com a golejador l'1 de novembre del mateix any marcant l'únic gol del partit al camp del CA Osasuna. El 21 d'agost de l'any següent, va marcar un doblet en un empat 3–3 contra el Sevilla Atlético.
El 4 de juny de 2017 aconsegueix l'ascens a la primera divisió espanyola amb l'equip gironí. L'11 de juliol de 2017 va renovar contracte fins al 2020 i fou immediatament cedit a la UD Almería per un any. Fou el pitxitxi de l'equip amb nou gols, i un jugador clau en un equip que va esquivar per poc el descens.
El 3 d'agost de 2018, Alcaraz va signar contracte per quatre anys amb el Reial Valladolid, acabat d'ascendir a primera divisió. Va debutar a la màxima categoria el 17 d'agost, com a titular en un empat 0–0 a fora contra el Girona.
Alcaraz va marcar el seu primer gol a la primera divisió el 7 d'octubre de 2018, l'únic del partit en una victòria a casa per 1–0 contra la SD Huesca. Ràpidament va esdevenir titular, tot i que l'equip va acabar baixant la temporada 2020-2021.
El 20 de gener de 2022, Alcaraz fou cedit al Cadis CF de primera divisió, fins al juny. L'1 de juny, el club va executar la clàusula de compra i el va contractar per dos anys.

## Internacional

### Catalunya
Esdevingué internacional amb la selecció catalana el maig de 2022, quan Gerard López el va convocar per disputar el partit Catalunya – Jamaica a Montilivi, una victòria per 6-0.